# شغف هادئ (فلم)
شغف هادئ هو فيلم بريطاني سيرة ذاتية عن حياة الشاعرة الأمريكية إميلي ديكنسون كتبه وأخرجه تيرينس ديفيزعام 2016، الفيلم من بطولة سينثيا نيكسون وشاركت في البطولة إيما بيل في دور ديكنسون الصغير وجنيفر إيلي ودنكان داف وكيث كارادين، عُرض الفيلم لأول مرة في مهرجان برلين السينمائي الدولي السادس والستين في فبراير 2016 وصدر في المملكة المتحدة في 7 أبريل 2017.

## الممثلون
| - سينثيا نيكسون: إيميلي ديكنسون - إيما بيل: الشاب إميلي ديكنسون - جنيفر ايل: لافينيا «فيني» ديكنسون، أخت إميلي - روز وليامز: الشاب فيني ديكنسون - دنكان داف: أوستن ديكنسون، شقيق إميلي - بنيامين وينرايت: الشاب أوستن ديكنسون - جوانا بيكون: إميلي نوركروس ديكنسون، والدة إميلي - كيث جاردين: إدوارد ديكنسون، والد إميلي - جودي ماي: سوزان جيلبرت ديكنسون، أخت زوجة إميلي | - دان وايفا كولس: إدوارد ديكنسون، ابن أوستن وسوزان، ابن شقيق إميلي - ياسمين ديويلدي: مارغريت ماهر، خادمة إميلي - فيرونا فيرباكل: مارجريت كيلي، ابنة أخت ماجي وسوزان وخادمة أوستن - تورلوغ كونفيري: توماس كيلي، والد ماري كيلي وصهر مارغريت «ماجي» ماهر - أنيت بادلاند: إليزابيث ديكنسون كوريير، عمة إميلي - نويمي شيلينز: مابل لوميس تود - ماريك بريسليرس: جيني ليند - كاثرين بيلي: فريلينج وايلدر بوفوم، صديقة فيني - إريك لورين: القس تشارلز وادزورث | - سيمون ميلسدوشتر: جين لوك وادزورث، زوجة تشارلز - ستيفان مينول: السيد هنري إيمونز - تريفور كوبر: صموئيل باولز - سارة فيرتونجن: ماري ليون، مديرة مدرسة ماونت هوليوك للإناث، حيث درست إميلي. - بارني جلوفر: الجندي الراقص - ريتشارد ويلز كطبيب - مايلز ريتشاردسون: القس - موريس كاسير: المصور |

## إنتاج
في 10 سبتمبر 2012، أُعلن أن سينثيا نيكسون من المقرر أن تلعب دور إميلي ديكنسون في سيرة ذاتية من إخراج تيرينس ديفيز. في مايو 2015 بعد فترة طويلة في إطار التطوير بدأ فيلم شغف هادئ أخيرًا بالإنتاج في بلجيكا، تم تصوير الفيلم في استوديوهات AED في نسخة طبق الأصل من منزل ديكنسون، كما تم تصوير مشاهد إضافية في أمهيرست وبيلهام، ماساتشوستس، قدمت جينيفر إيل دورًا رئيسيًا داعمًا مقابل نيكسون.